# Кулаево (Татарстан)
Кулаево (тат. Колай) — село в Пестречинском районе Республики Татарстан, административный центр Кулаевского сельского поселения.

## География
Находится в 6 км к юго-западу от села Пестрецы и в 30 км к восток-юго-востоку от центра Казани. Примыкает к автодороге М7 «Волга» и связано местной автодорогой с райцентром.

## Население
| 2012 | 2014  |
| ---- | ----- |
| 1150 | ↗1164 |

## История
Кулаево появилось после взятия Казани войсками Ивана Грозного в 1552 году и было прозвано так по имени первого поселенца татарина Кулая. Есть версия, что с селом связан татарский поэт XVII в. Мавля Колый (Бермелей Кулаев). Село до революции 1917 года имело школу и церковь.

## Современное состояние
Жители села занимаются овощеводством и скотоводством. Садоводство развито частично. Многие жители работают в Казани.

## Инфраструктура
В селе функционирует дом культуры с библиотекой. Курсирует Шалинский автобус.